# Hervé Le Corre
Hervé Le Corre (Bordeaux, 13 novembre 1955) è uno scrittore francese di romanzi polizieschi.

## Biografia
Nato nel 1955 a Bordeaux, vi risiede svolgendo la professione d'insegnante.
Dopo gli studi al liceo Michel-Montaigne dove ottiene la maturità nel 1972 e la laurea in lettere, esordisce in letteratura nel 1990 con La Douleur des morts, primo capitolo di una trilogia noir ambientata nella città natale.
La sua carriera di scrittore è proseguita con altri otto romanzi e racconti pubblicati in antologie e riviste; opere che gli hanno valso numerosi riconoscimenti tra i quali spicca il Grand prix de littérature policière del 2009 per Nero è il mio cuore.

## Opere (parziale)

### Trilogia di Bordeaux
- La Douleur des morts (1990)
- Du sable dans la bouche (1993)
- Les Effarés (1996)

### Altri romanzi
- Copyright (2001)
- Il perfezionista (L'Homme aux lèvres de saphir, 2004), Milano, Piemme, 2011, traduzione di Roberto Boi, ISBN 978-88-566-1128-1.
- Tango parano (2006)
- Trois de chute (2007)
- Nero è il mio cuore (Les Cœurs déchiquetés, 2009), Milano, Piemme, 2012, traduzione di Maria Moresco ISBN 978-88-566-1433-6.
- Derniers retranchements (2011)
- Dopo la guerra[6] (Après la guerre, 2014), Roma, Edizioni E/O, 2015, traduzione di Alberto Bracci Testasecca, ISBN 978-88-6632-654-0.
- Scambiare i lupi per i cani (Prendre les loups pour des chiens, 2017), Roma, Edizioni E/O, 2018 traduzione di Alberto Bracci Testasecca, ISBN 978-88-335-7025-9.
- L'ombra del fuoco (Dans l'ombre du brasier, 2019) Roma, Edizioni E/O, 2021, traduzione di Alberto Bracci Testasecca, ISBN 978-88-335-7220-8.
- Attraversare la notte (Traverser la nuit, 2021) Roma, Edizioni E/O, 2022, traduzione di Alberto Bracci Testasecca ISBN 978-88-335-7533-9.
- États d'âme (2021)

## Premi e riconoscimenti
- Prix Mystère de la critique: 2005 per Il perfezionista e 2010 per Nero è il mio cuore
- Grand prix de littérature policière: 2009 per Nero è il mio cuore
- Prix du polar européen: 2014 per Dopo la guerra
- Prix Landerneau: 2014 per Dopo la guerra
- Premio Michel Lebrun 2014 per Dopo la guerra